# Michael Arlen
Michael Arlen, ursprungligen Dikran Kouymijian, född 16 november 1895 i bulgariska Ruse, död 23 juni 1956 i New York, var en brittisk författare  med armeniskt ursprung. Han skrev essäer, noveller, romaner, pjäser och filmmanus. Han väckte uppseende med romanen Den gröna hatten när den kom på engelska 1924. Den utgavs på svenska året efter och utkom här i sju upplagor på ett år. Enligt Bertil Lagerström modellerades romanens huvudperson Iris Storm efter den frigjorda redardottern Nancy Cunard. Sommaren 1920 hade författaren haft en affär med Cunard i Frankrike. Boken riktade ett slag mot engelskt pryderi genom sin skildring av några unga människors kärleksliv i London på 1920-talet. Berättelsen gjorde åren efter succé också som skådespel på Broadway med Katharine Cornell och Leslie Howard i två av rollerna. 1928 kom Gröna hatten, en stumfilmsversion med Greta Garbo i huvudrollen, och 1934 gjordes ljudfilmsversionen Outcast Lady med Constance Bennett i samma roll.

## Verk på svenska
- Den gröna hatten: En roman för de utvalda (1925)
- Modernt folk : En romantisk nutidskrönika (1926)
- Blandat sällskap (1927)
- Förälskade unga män (1928)
- Lily Christine: Historien om en god kvinna (1929)
- Män tycka inte om kvinnor: roman (1931)
- Människan är dödlig: En berättelse (1934)